# Penaeidae
Penaeidae — семейство морских ракообразных из подотряда Dendrobranchiata. В это семейство входит множество экономически значимых видов, таких как тигровая креветка (Penaeus monodon), белоногая креветка, атлантическая белая креветка и индийская креветка. Многие креветки являются объектом промышленного рыболовства и выращивания, как на морских, так и на пресноводных фермах. Для некоторых членов этого семейства характерно наличие органов, подобных органу боковой линии рыб на их антеннах. Помимо этого, креветкам из этого семейства принадлежит мировой рекорд по скорости передачи нервного импульса: гигантский вставочный миелинезированный нейрон из океанической пильчатой креветки проводит импульсы со скоростью 210 метров в секунду (337,96224 км/ч).

## Роды
В семейство Penaeidae входит 48 родов, 23 из которых известны только по  фоссилиям (помечены †):
- † Albertoppelia Schweigert & Garassino, 2004
- † Ambilobeia Garassino & Pasini, 2002
- † Antrimpos Münster, 1839
- Artemesia Bate, 1888
- Atypopenaeus Alcock, 1905
- † Bombur Münster, 1839
- † Bylgia Münster, 1839
- † Carinacaris Garassino, 1994
- † Cretapenaeus Garassino, Pasini & Dutheil, 2006
- † Drobna Münster, 1839
- † Dusa Münster, 1839
- Farfantepenaeus Burukovsky, 1997
- Fenneropenaeus Pérez Farfante, 1969
- Funchalia Johnson, 1868
- † Hakelocaris Garassino, 1994
- Heteropenaeus De Man, 1896
- † Ifasya Garassino & Teruzzi, 1995
- † Koelga Münster, 1839
- † Libanocaris Garassino, 1994
- Litopenaeus Pérez Farfante, 1969
- † Longichela Garassino & Teruzzi, 1993
- † Longitergite Garassino & Teruzzi, 1996
- † Macropenaeus Garassino, 1994
- Macropetasma Stebbing, 1914
- Marsupenaeus Tirmizi, 1971
- Megokris Pérez Farfante & Kensley, 1997
- Melicertus Rafinesque, 1814
- Metapenaeopsis Bouvier, 1905
- Metapenaeus Wood-Mason & Alcock, 1891
- † Microchela Garassino, 1994
- † Micropenaeus Bravi & Garassino, 1998
- Parapenaeopsis Alcock, 1901
- Parapenaeus Smith, 1885
- Pelagopenaeus Pérez Farfante & Kensley, 1997
- Penaeopsis Bate, 1881
- Penaeus Fabricius, 1798
- Protrachypene Burkenroad, 1934
- † Pseudobombur Secretan, 1975
- † Pseudodusa Schweigert & Garassino, 2004
- † Rauna Münster, 1839
- † Rhodanicaris Van Straelen, 1924
- Rimapenaeus Pérez Farfante & Kensley, 1997
- † Satyrocaris Garassino & Teruzzi, 1993
- Tanypenaeus Pérez Farfante, 1972
- Trachypenaeopsis Burkenroad, 1934
- Trachypenaeus Alcock, 1901
- Trachysalambria Burkenroad, 1934
- Xiphopenaeus Smith, 1869